# Bourreria
Bourreria es un género de plantas con flores perteneciente a la familia Boraginaceae. Comprende 97 especies descritas y de estas, solo 56 aceptadas. Se encuentra en América tropical, con 11 spp. en Mesoamérica.

## Descripción
Son árboles o arbustos. Hojas alternas o fasciculadas, caducas o perennes, pecioladas, los pecíolos en general adaxialmente acanalados. Inflorescencias terminales, rara vez axilares, tirsoides, ocasionalmente con pocas flores; brácteas y bractéolas frecuentes, foliosas o inconspicuas. Flores bisexuales, frecuentemente fragantes; cáliz persistente, 3-5lobado, la dehiscencia regular o irregular, los lobos valvares; corola tubular a infundibuliforme, predominantemente membranácea, blanca a amarilla o rara vez roja o azul, los lobos 5, imbricados (quincunciales), patentes o reflexos; estambres 5, muy exertos o incluidos, los filamentos adnatos al tubo de la corola, las anteras angostamente elípticas u oblanceoladas; ovario entero, 4-locular, el disco generalmente bien desarrollado, cilíndrico, el estilo una vez bífido o entero, los estigmas 2 o rara vez 1. Frutos en drupas con el cáliz persistente, con 4 semillas e indehiscente, o en esquizocarpos secos, el exocarpo delgado o extenso, el mesocarpo suculento o seco, el endocarpo separándose en 4 pirenos, cada uno generalmente con lamelas conspicuas en la superficie abaxial, encerrando una semilla y una cámara estéril adicional, unida por una fibra apical (carpóforo, que se origina de la traza vascular ventral) en la ginobase (columela) en los frutos esquizocárpicos, el endosperma copioso.

## Taxonomía
El género fue descrito por Patrick Browne y publicado en The Civil and Natural History of Jamaica in Three Parts 168–169, pl. 15, f. 2. 1756. La especie tipo es: Bourreria succulenta Jacq. 
Etimología
Bourreria: nombre genérico que fue otorgado en honor del farmacéutico alemán; Johann Ambrosius Beurer.

## Especies seleccionadas
- Bourreria baccata Raf. - árbol del burro[5] o ajete de costa
- Bourreria calophylla (A.Rich.) Griseb. roble amarillo de Cuba,[5] denominada en Cuba agalla[6] o jagüilla[6]
- Bourreria cassinifolia (A.Rich.) Griseb.[7]
- Bourreria cumanensis (Loefl.) Gürke - guatacare de Cumaná[5]
- Bourreria divaricata G.Don - hierro de costa[5]
- Bourreria huanita (Lex.) Hemsl. - izquixochitl[5]
- Bourreria mollis Standl.
- Bourreria ovata Miers[8]
- Bourreria pulchra Millsp.
- Bourreria radula (Poir.) G.Don[7]
- Bourreria revoluta Kunth[8]
- Bourreria succulenta Jacq.[8][7]
- Bourreria velutina (DC.) Gurke
- Bourreria veracruzana G. Campos-Ríos & F. Chiang
- Bourreria virgata (Sw.) G.Don – roble de Guayo[7] o guazumillo de Cuba[5]
- Bourreria oxiphila